# Decticryptis obsolescens
Decticryptis obsolescens là một loài bướm đêm trong họ Noctuidae.